# Clint Howard
Clinton Engle Howard (Burbank, 20 de abril de 1959) é um ator norte-americano conhecido por suas muitas performances em filmes e séries humorísticas. 
Clint, como é conhecido, é irmão do diretor Ron Howard, com quem já trabalhou em diversos filmes, como Apollo 13 - Do Desastre ao Triunfo, O Grinch e A Luta pela Esperança. Também é tio da atriz Bryce Dallas Howard. Quando criança estrelou a série de TV Gentle Ben, conhecida no Brasil como Ben, o Urso Amigo, e fez o papel de Balok no episódio de Star Trek "The Corbomite Maneuver".

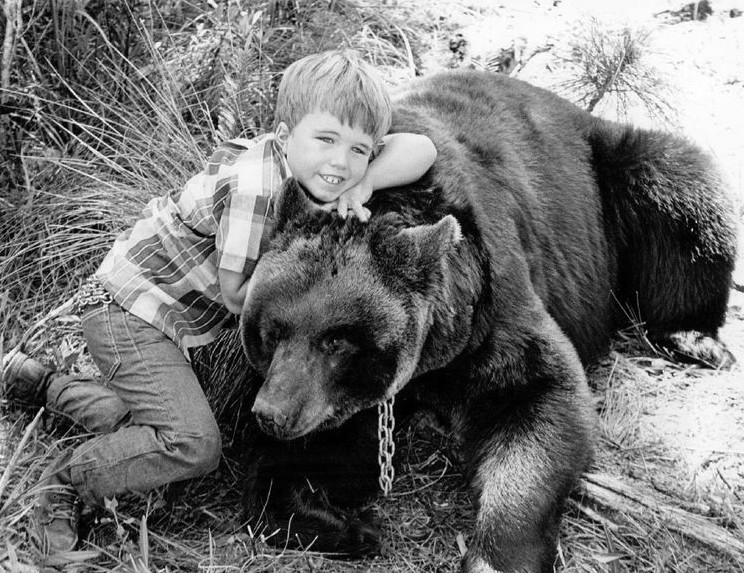
Clint Howard em Gentle Ben (1967), quando criança.